# Unité urbaine de Sète
L'unité urbaine de Sète est une unité urbaine française centrée sur les communes de Sète, ville portuaire à l'ouest du golfe du Lion, et Frontignan, dans l'Hérault, au cœur de la troisième agglomération de ce département. 

## Données générales
Dans le zonage réalisé par l'Insee en 1999, l'unité urbaine était composée de quatre communes.
Dans le zonage réalisé en 2010, l'unité urbaine était composée de sept communes, les communes de Gigean, Montbazin et Poussan ayant été ajoutées au périmètre.
Dans le zonage réalisé en 2020, elle est composée des sept mêmes communes.
En 2022, avec 94 765 habitants, elle représente la 3e unité urbaine du département de l'Hérault, après l'unité urbaine de Béziers (2e rang départemental) et avant celle de Lunel (4e rang départemental). Elle occupe le 7e rang dans la région Occitanie, après l'unité urbaine de Béziers (6e rang régional) et avant l'unité urbaine de Montauban (8e rang régional).
En 2022, sa densité de population s'élève à 685 hab/km2. Par sa superficie, elle représente 2,27 % du territoire départemental mais, par sa population, elle regroupe 7,78 % de la population du département de l'Hérault.

## Composition 2020 de l'unité urbaine
Elle est composée des sept communes suivantes :
| Nom               | Code Insee | Département | Statut       | Superficie (km2) | Population (dernière pop. légale) | Densité (hab./km2) | Modifier                                    |
| ----------------- | ---------- | ----------- | ------------ | ---------------- | --------------------------------- | ------------------ | ------------------------------------------- |
| Frontignan        | 34108      | Hérault     | ville-centre | 31,72            | 23 788 (2022)                     | 750                | modifier les données · modifier les données |
| Sète              | 34301      | Hérault     | ville-centre | 24,21            | 45 090 (2022)                     | 1 862              | modifier les données · modifier les données |
| Balaruc-les-Bains | 34023      | Hérault     | banlieue     | 8,66             | 7 136 (2022)                      | 824                | modifier les données · modifier les données |
| Balaruc-le-Vieux  | 34024      | Hérault     | banlieue     | 5,92             | 2 749 (2022)                      | 464                | modifier les données · modifier les données |
| Gigean            | 34113      | Hérault     | banlieue     | 16,56            | 6 559 (2022)                      | 396                | modifier les données · modifier les données |
| Montbazin         | 34165      | Hérault     | banlieue     | 21,13            | 2 903 (2022)                      | 137                | modifier les données · modifier les données |
| Poussan           | 34213      | Hérault     | banlieue     | 30,08            | 6 540 (2022)                      | 217                | modifier les données · modifier les données |

## Évolution démographique
| 1968   | 1975   | 1982   | 1990   | 1999   | 2006   | 2011   | 2016   | 2022   |
| ------ | ------ | ------ | ------ | ------ | ------ | ------ | ------ | ------ |
| 58 762 | 60 321 | 65 692 | 71 929 | 75 987 | 85 927 | 89 377 | 90 970 | 94 765 |

#### Données générales
- Unité urbaine en France
- Aire d'attraction d'une ville
- Liste des unités urbaines de France

#### Données démographiques en rapport avec l'unité urbaine de Sète
- Aire d'attraction de Montpellier
- Aire d'attraction de Sète
- Arrondissement de Montpellier

#### Données démographiques en rapport avec l'Hérault
- Démographie de l'Hérault